# Plebejus argigas
Plebejus argigas är en fjärilsart som beskrevs av Ruggero Verity 1931. Plebejus argigas ingår i släktet Plebejus och familjen juvelvingar. Inga underarter finns listade i Catalogue of Life.